# Польша на зимних Олимпийских играх 2002
Польша принимала участие в зимних Олимпийских играх 2002 года в Солт-Лейк-Сити (США) в девятнадцатый раз за свою историю. Сборную страны представляли двадцать семь спортсменов, в том числе пять женщин, соревнующиеся в девяти видах спорта. В итоге сборная завоевала одну серебряную и одну бронзовую медаль (обе выиграл Адам Малыш в прыжках с трамплина), это были первые медали сборной с 1972 года, в общекомандном зачёте Польша заняла двадцать первое место.

## Медалисты

### Серебро
- Адам Малыш — прыжки с трамплина, K-120, личное первенство.

### Бронза
- Адам Малыш — прыжки с трамплина, K-90, личное первенство.

## Горнолыжный спорт
| Спортсмен                   | Дисциплина | Заезд 1 | Заезд 2 | Итог    | Итог  |
| Спортсмен                   | Дисциплина | Время   | Время   | Время   | Место |
| --------------------------- | ---------- | ------- | ------- | ------- | ----- |
| Анджей Бахледа-Цурусь (мл.) | Слалом     | 51.43   | 53.22   | 1:44.65 | 10    |

## Биатлон
Мужчины
| Спортсмен                                              | Дисциплина           | Время     | Промахи | Место |
| ------------------------------------------------------ | -------------------- | --------- | ------- | ----- |
| Войцех Козуб                                           | Спринт               | 26:31.9   | 1       | 18    |
| Войцех Козуб                                           | Гонка-преследование  | 36:27.8   | 4       | 34    |
| Войцех Козуб                                           | Индивидуальная гонка | 59:35.1   | 5       | 69    |
| Томаш Сикора                                           | Спринт               | 26:59.3   | 1       | 31    |
| Томаш Сикора                                           | Гонка-преследование  | 35:30.0   | 1       | 25    |
| Томаш Сикора                                           | Индивидуальная гонка | 57:08.5   | 4       | 46    |
| Кшиштоф Топор                                          | Спринт               | 28:02.2   | 3       | 61    |
| Кшиштоф Топор                                          | Индивидуальная гонка | 1’00:36.8 | 6       | 74    |
| Веслав Земянин                                         | Спринт               | 27:47.0   | 2       | 58    |
| Веслав Земянин                                         | Гонка-преследование  | 38:45.7   | 4       | 50    |
| Веслав Земянин                                         | Индивидуальная гонка | 55:35.2   | 1       | 30    |
| Веслав Земянин Войцех Козуб Кшиштоф Топор Томаш Сикора | Командная эстафета   | 1’27:35.4 | 1       | 9     |

Женщины
| Спортсменка       | Дисциплина           | Время   | Промахи | Место |
| ----------------- | -------------------- | ------- | ------- | ----- |
| Анна Стера-Кустуц | Спринт               | 23:24.6 | 0       | 43    |
| Анна Стера-Кустуц | Гонка-преследование  | 36:59.3 | 4       | 43    |
| Анна Стера-Кустуц | Индивидуальная гонка | 54:47.1 | 4       | 54    |

## Бобслей
| Команда | Спортсмены                                         | Дисциплина         | Заезд 1 | Заезд 1 | Заезд 2 | Заезд 2 | Заезд 3 | Заезд 3 | Заезд 4 | Заезд 4 | Итог    | Итог  |
| Команда | Спортсмены                                         | Дисциплина         | Время   | Место   | Время   | Место   | Время   | Место   | Время   | Место   | Время   | Место |
| ------- | -------------------------------------------------- | ------------------ | ------- | ------- | ------- | ------- | ------- | ------- | ------- | ------- | ------- | ----- |
| POL-1   | Томаш Жила Давид Купчик Кшиштоф Сенько Томаш Гатка | Мужчины (четвёрки) | 47.22   | 18      | 47.48   | 22      | 47.93   | 20      | 48.10   | 18      | 3:10.73 | 18    |

## Лыжные гонки
Мужская гонка-преследование 2x10 км
| Спортсмен      | Классическая | Классическая | Свободным стилем | Свободным стилем | Финал   | Финал |
| Спортсмен      | Время        | Место        | Время            | Место            | Время   | Место |
| -------------- | ------------ | ------------ | ---------------- | ---------------- | ------- | ----- |
| Януш Кренжелок | 27:14.6      | 25 Q         | 25:30.3          | 32               | 51:37.3 | 32    |

Мужской спринт
| Спортсмен      | Квалификация | Квалификация | Четвертьфинал | Четвертьфинал | Полуфинал | Полуфинал | Финал     | Финал     |
| Спортсмен      | Время        | Место        | Время         | Место         | Время     | Место     | Время     | Место     |
| -------------- | ------------ | ------------ | ------------- | ------------- | --------- | --------- | --------- | --------- |
| Януш Кренжелок | 2:50.67      | 3 Q          | 3:00.7        | 3 ADV         | 3:00.6    | 5         | Не прошёл | Не прошёл |

## Фигурное катание
| Спортсмены                          | Дисциплина     | Обязательный танец 1 | Обязательный танец 2 | Короткая программа / Оригинальный танец | Произвольная программа / Произвольный танец | TFP  | Место |
| ----------------------------------- | -------------- | -------------------- | -------------------- | --------------------------------------- | ------------------------------------------- | ---- | ----- |
| Дорота Загурская Мариуш Сюдек       | Парное катание |                      |                      | 8                                       | 7                                           | 11.0 | 7     |
| Сильвия Новак Себастьян Колясинский | Танцы на льду  | 13                   | 13                   | 13                                      | 13                                          | 26.0 | 13    |

## Шорт-трек
| Спортсмен             | Дисциплина | Первый раунд | Первый раунд | Четвертьфинал | Четвертьфинал |
| Спортсмен             | Дисциплина | Time         | Rank         | Time          | Rank          |
| --------------------- | ---------- | ------------ | ------------ | ------------- | ------------- |
| Кристиан Здрожковский | 500 м      | 44.117       | 4            | Не прошёл     | Не прошёл     |
| Кристиан Здрожковский | 1000 м     | 1:30.026     | 3            | Не прошёл     | Не прошёл     |
| Кристиан Здрожковский | 1500 м     | 2:23.015     | 5            | Не прошёл     | Не прошёл     |

## Прыжки с трамплина

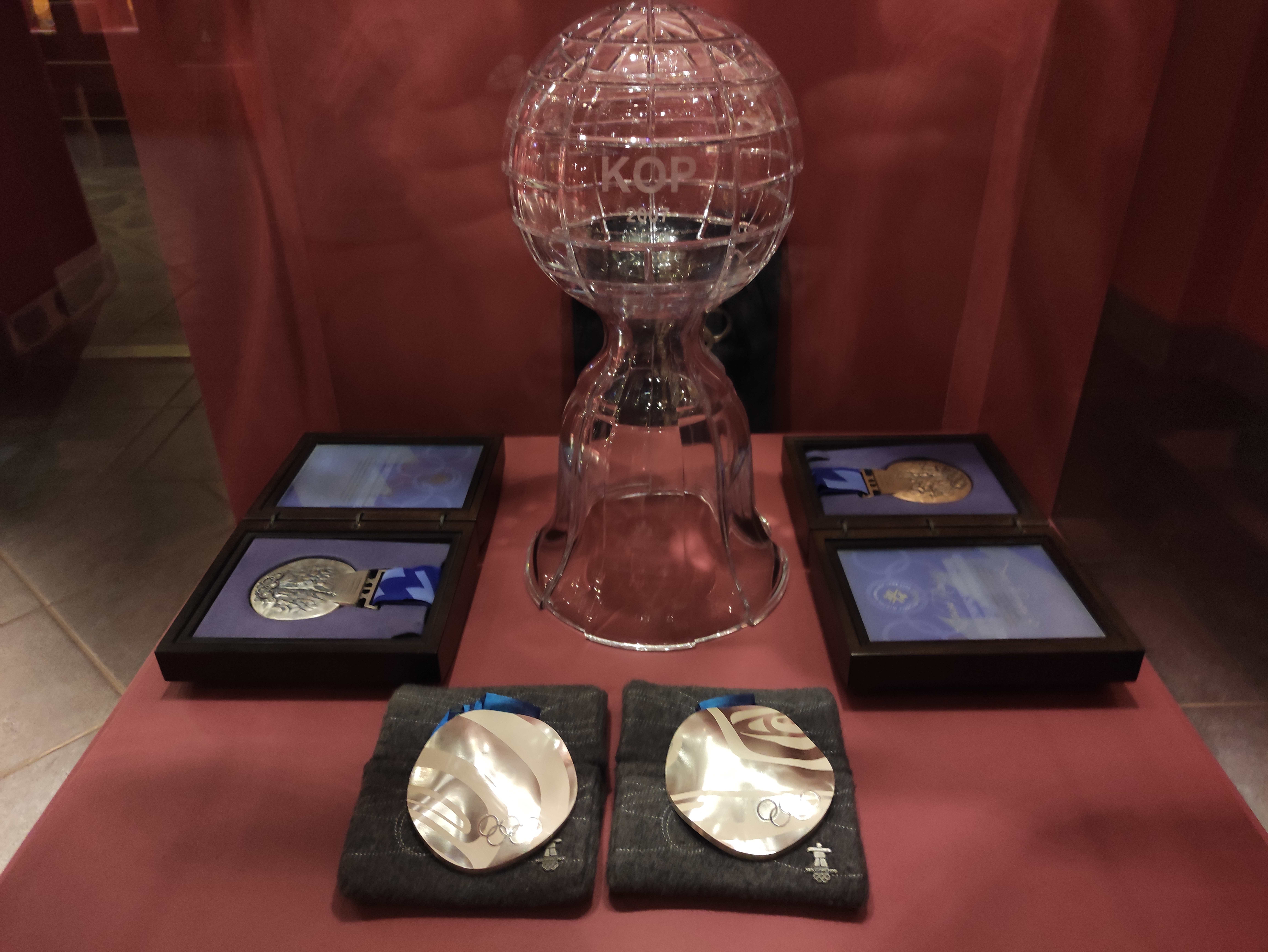
Медали Адама Малыша в музее. Слева серебро, справа бронза, по центру две серебряных медали из Ванкувера 2010

| Спортсмен                                             | Дисциплина                 | Квалификация           | Квалификация           | Квалификация           | Прыжок 1               | Прыжок 1 | Прыжок 1 | Прыжок 2              | Прыжок 2  | Итог      | Итог      |
| Спортсмен                                             | Дисциплина                 | Расстояние             | Очки                   | Место                  | Расстояние             | Очки     | Место    | Расстояние            | Очки      | Очки      | Место     |
| ----------------------------------------------------- | -------------------------- | ---------------------- | ---------------------- | ---------------------- | ---------------------- | -------- | -------- | --------------------- | --------- | --------- | --------- |
| Адам Малыш                                            | Нормальный трамплин        | Заранее квалифицирован | Заранее квалифицирован | Заранее квалифицирован | 98.5                   | 129.5    | 3 Q      | 98.0                  | 133.5     | 263.0     | 3         |
| Адам Малыш                                            | Большой трамплин           | Заранее квалифицирован | Заранее квалифицирован | Заранее квалифицирован | 131.0                  | 137.3    | 3 Q      | 128.0                 | 132.4     | 269.7     | 2         |
| Роберт Матея                                          | Нормальный трамплин        | 90.0                   | 115.5                  | 10 Q                   | 85.5                   | 104.5    | 37       | Не прошёл             | Не прошёл | Не прошёл | Не прошёл |
| Роберт Матея                                          | Большой трамплин           | 118.0                  | 111.4                  | 5 Q                    | 117.0                  | 108.6    | 29 Q     | 109.5                 | 93.6      | 202.2     | 29        |
| Томаш Похвала                                         | Нормальный трамплин        | 88.0                   | 108.5                  | 22 Q                   | 85.0                   | 102.0    | 40       | Не прошёл             | Не прошёл | Не прошёл | Не прошёл |
| Томаш Похвала                                         | Большой трамплин           | 110.5                  | 94.4                   | 26 Q                   | 110.5                  | 93.9     | 43       | Не прошёл             | Не прошёл | Не прошёл | Не прошёл |
| Войцех Скупень                                        | Нормальный трамплин        | 83.0                   | 97.0                   | 31 Q                   | 83.5                   | 98.0     | 42       | Не прошёл             | Не прошёл | Не прошёл | Не прошёл |
| Томислав Тайнер                                       | Большой трамплин           | 112.5                  | 98.0                   | 18 Q                   | 113.0                  | 98.4     | 39       | Не прошёл             | Не прошёл | Не прошёл | Не прошёл |
| Роберт Матея Томислав Тайнер Томаш Похвала Адам Малыш | Команда — Большой трамплин |                        |                        |                        | 104.1 90.2 108.6 132.3 | 435.2    | 6        | 87.3 93.1 109.8 122.7 | 412.9     | 848.1     | 6         |

## Сноубординг
Хафпайп
| Спортсмен     | Квалификация | Квалификация | 1/16 финала | Четвертьфинал | Полуфинал |           |
| Спортсмен     | Очки         | Место        | Очки        | Очки          | Место     |           |
| ------------- | ------------ | ------------ | ----------- | ------------- | --------- | --------- |
| Марек Сасядек | 18.8         | 29           | 34.0        | 11            | Не прошёл | Не прошёл |

Параллельный гигантский слалом
В полуфинале Ягна Марчулайтис уступила будущей чемпионке, француженке Изабель Блан.
| Спортсменка      | Квалификация | Квалификация | 1/16 финала                        | Четвертьфинал           | Полуфинал              | Финал                    | Финал |
| Спортсменка      | Время        | Место        | Место                              | Место                   | Место                  | Место                    | Место |
| ---------------- | ------------ | ------------ | ---------------------------------- | ----------------------- | ---------------------- | ------------------------ | ----- |
| Ягна Марчулайтис | 42.39        | 9 Q          | Дагмар Мэйр унтер дер Эгген Победа | Мария Кирхгассер Победа | Изабель Блан Поражение | Лидия Треттель Поражение | 4     |

## Конькобежный спорт
Мужчины
| Спортсмен        | Дисциплина | Заезд 1 | Заезд 1 | Заезд 2 | Заезд 2 | Итог     | Итог  |
| Спортсмен        | Дисциплина | Время   | Место   | Время   | Место   | Время    | Место |
| ---------------- | ---------- | ------- | ------- | ------- | ------- | -------- | ----- |
| Павел Абраткевич | 500 м      | 35.40   | 16      | 35.04   | 16      | 70.44    | 16    |
| Павел Абраткевич | 1000 м     |         |         |         |         | 1:10.21  | 29    |
| Томаш Свист      | 500 м      | 35.72   | 23      | 35.55   | 26      | 71.27    | 22    |
| Томаш Свист      | 1000 м     |         |         |         |         | 1:09.48  | 21    |
| Павел Зыгмунт    | 5000 м     |         |         |         |         | 6:29.71  | 14    |
| Павел Зыгмунт    | 10 000 м   |         |         |         |         | 13:35.50 | 14    |

Женщины
| Спортсменка        | Дисциплина | Итог    | Итог  |
| Спортсменка        | Дисциплина | Время   | Место |
| ------------------ | ---------- | ------- | ----- |
| Катажина Вуйцицкая | 1500       | 2:00.59 | 26    |
| Катажина Вуйцицкая | 3000 м     | 4:19.10 | 26    |